# Cryptocephalus rugicollis
Cryptocephalus rugicollis es una especie de insecto coleóptero de la familia Chrysomelidae.
Fue descrita científicamente en 1791 por G. A. Olivier.